# Inge Latz
Inge Latz, geborene Inge Schintz (* 14. Juni 1929 in Aachen; † 4. April 1994 in München), war eine deutsche Komponistin, Liedermacherin, Kabarettistin und Musikheilerin.

## Leben

### Jugend und Ausbildung
Latz wuchs in Aachen und Umgebung auf. Der Vater betrieb vor dem Zweiten Weltkrieg eine Weberei, die in der Inflationszeit schließen musste, handelte später mit Textilien und machte eine Änderungsschneiderei auf. Ihre Mutter hatte eine musikalische Ausbildung an der Kölner Musikhochschule absolviert. Die Nachkriegszeit in Aachen schilderte Latz als prägend für ihre musikalische Sozialisation. Das Klavierspiel erlernte sie bei einem blinden Organisten auf einem Instrument, das sie in den Trümmern gefunden hatte. Ihre Übungsstunden musste sie unterbrechen, wenn Kunden den Laden ihres Vaters betraten. Sie hatte eine Schwester namens Angela.
In Köln nahm Inge Latz ein Musikstudium in der Fachrichtung Schulmusik auf, das sie mit dem Staatsexamen abschloss. Während ihres Studiums 1951 bis 1954 war sie mit ihrer Kommilitonin Ilse Storb befreundet, die später als ‚Jazz-Professorin‘ bekannt wurde.
Um sich das Studium zu finanzieren, arbeitete Inge Latz als Eisverkäuferin und Kellnerin. Einen Steinway-Flügel hat sie sich nach eigener Aussage „buchstäblich abgehungert“; nachdem sie geheiratet hatte, war in der Einzimmerwohnung des Ehepaars kein Platz für das Instrument und es wurde vorübergehend bei den Eltern untergebracht. Außerdem absolvierte sie eine Ausbildung an der Fachschule für Gesang, Schauspiel und Oper in Düsseldorf, wo sie von 1958 bis 1962 als Musikpädagogin tätig war. Später ließ sie sich im rheinischen Meckenheim bei Bonn nieder, wo sie mit ihren vielen, oft außereuropäischen Musikinstrumenten zu Beginn der 1980er Jahre im Stadtteil Merl am Merler Ring 114 wohnte. Von 1974 an unterrichtete sie im Musikschulbereich.

### Songgruppe und Kabarett
1973 wurde im Bonner Frauenforum eine Songgruppe unter dem Namen Bonner Blaustrümpfe gegründet, für die Inge Latz unter anderem Texte von Caroline Muhr und Gisela Meussling vertonte und auf dem Klavier begleitete. „Inge ließ keinen Zweifel darüber entstehen, daß auch das Singen von uns bewältigt werden mußte“, erinnert sich Caroline Muhr, „und zwar unter ihrer Leitung. So kam es, daß Frauen, die seit 10 oder 20 Jahren kein Lied mehr über die Lippen gebracht hatten, ihre verrosteten Kehlen in Gang setzten und sich jeden Dienstagabend um einen Flügel versammelten.“
Der erste gemeinsame Auftritt der achtköpfigen Gruppe (gekleidet mit entsprechend gefärbten Strickstrümpfen) fand am 22. März 1974 auf dem Frühlingsfest der Parlamentarischen Gesellschaft in Bonn statt. Auch bei der Frankfurter Buchmesse und bei der Eröffnung des Jungen Forums der Bonner Beethovenhalle spielte die Gruppe. Auf der Straße begleitete sie Demonstrationen und Aktionen der Frauenbewegung gegen den § 218.
Am bekanntesten wurden Das Lied vom Frauenhaus, das die damaligen Initiativen zur Gründung von Frauenhäusern unterstützte, und Wir fahr'n nach Holland nicht der Tulpen wegen, ein Lied gegen die Kriminalisierung von Frauen, die abgetrieben haben. Nach fünf Jahren ging die Gruppe auseinander.
Ab 1979 trat Inge Latz mit dem politischen Kabarett Die Federhexen auf, an dem Margaretha Rosar, Myriam Pfeil und Trautlind Klara Schärr mitwirkten. Unter anderem zeigten sie zur Eröffnung der ersten Bremer Frauenringvorlesung das radikalfeministische Programm Serenade in Groll im Theatersaal der Universität Bremen.
Inge Latz engagierte sich auch in der AG Song, wo sie für die Förderung von Liedermacherinnen warb. Als Herausgeberin eines weit verbreiteten Taschenbuchs Frauen-Lieder (1980) bewahrte sie viele Lieder der Frauenbewegung vor dem Vergessen.

### Hexenlieder und Musikheilerin
In den 1980er Jahren wandte sich Inge Latz, die vor Auftritten zu meditieren pflegte, spirituellen Themen zu und erforschte die Geschichte der Hexen. Zwölf von Gisela Meussling gesammelte historische Texte vertonte sie als Hexenlieder, die sie kommentiert herausgab. Inge Latz beschäftigte sich mit Heilkräuterkunde und Zaubersprüchen, aber auch mit Wiegenliedern, Abzählreimen, Lautmalerei in Kinderliedern, der Symbolik von Kreuz- und Hexenstichen und anderen Bräuchen, die sie als Überreste magischen Denkens und Erlebens besonders bei Frauen wahrnahm. Musikalische Intuition und Improvisation, „Körpergefühl, Empfindungswelt, Erkennen von Bildern und Metaphern“ wurden ihr wichtiger als die klassische Ausbildung. Für ihre musikpädagogische Arbeit erfand sie „natürliche“ Instrumente: eine aus Samenkapseln gefertigte Rasselschlange, ein Klappergürtel aus Fruchthülsen und singende Muscheln.
Im Frauenbildungshaus Zülpich leitete sie seit 1983 eine Musiktherapie-Ausbildungsgruppe. Zu ihren Schülerinnen gehörten Annemarie Blessing, Eva Bauer und Michaele Mohr. Sie gab Handreichungen für die therapeutische Arbeit mit Kindern und alten Menschen heraus. 1993 veranstaltete Inge Latz gemeinsam mit Eva Bauer in der Münchner Seidl-Villa wöchentlich Themenabende (unter anderem: Musikalische Maskentänze, Das Geheimnis der Herbstzeitlosen, Hexenklänge und Wintergeister), bei denen improvisierte Musik vorgetragen wurde.
Anfang der 1990er Jahre übersiedelte sie nach München, wo sie kurz nach dem Tod ihres Ehemanns am Ostermorgen 1994 verstarb. Sie hinterließ drei Kinder und wurde auf dem Münchner Nordfriedhof beigesetzt. Ihren Grabstein gestaltete die Bildhauerin Hanna Rothenbücher.

## Ehrungen
- Am 28. Oktober 1994 widmete das Bonner Frauen-Museum Inge Latz einen Gedenkabend.
- Das Frauenbildungshaus Zülpich benannte ihr zu Ehren ein Zimmer nach Inge Latz.

## Veröffentlichungen

### Bücher, Noten
- (mit Angelika Bartram) Die kluge Bauerstochter. Eine musikalische Märchenkomödie nach den Gebrüdern Grimm neu erzählt. Vertriebsstelle und Verlag Deutscher Bühnenschriftsteller und Bühnenkomponisten, Norderstedt o. J.
- (mit Gisela Meussling und Caroline Muhr) zum haaresträuben. protest- und spottlieder für die neue frauenbewegung. Liederbuch zum Jahr der Frau. Frauen-Verlag, Koblenz 1975
- Wer nur den lieben Mann läßt walten; Wer's glaubt, wird selig; Partnerschaft. In: Walter Heimann, Ernst Klusen (Hrsg.): Kritische Lieder der 70er Jahre. Texte und Noten mit Begleit-Akkorden. Fischer Taschenbuch Verlag, Frankfurt am Main 1978 (Fischer Taschenbuch 2950), ISBN 3-596-22950-2
- Trabantenstadt; Heute geh ich Blumen pflücken. In: Ellinor Lau, Barbara Brassel (Hrsg.): Frauenliederbuch. Frauenbuchverlag, München 1979, ISBN 3-921040-91-4
- Frauen-Lieder. Texte und Noten mit Begleit-Akkorden. Fischer Taschenbuch Verlag, Frankfurt am Main 1980 (Fischer Taschenbuch 2957), ISBN 3-596-22957-X
- Das Lied vom Frauenhaus; Anna; Heute geh ich Blumen pflücken. In: Wir waren viel zu lange still. Lieder für, von und über Frauen. Verlag Jugend & Politik, Frankfurt am Main 1980, ISBN 3-88203-056-9
- (mit Petra Lorenz und Gisela Meussling) „Sing, Frau, sing...“ Liedertexte mit Musik. Illustrationen v. Petra Kaster. edition die maus, Bonn 1981, ISBN 3-922129-00-5
- (mit Gisela Meussling) Der singende Gummibaum. Ein Kinder-Comic-Liederbuch. Illustrationen v. Petra Kaster. Fischer Taschenbuch Verlag, Frankfurt am Main 1981 (Fischer Taschenbuch / Fischer Boot 7510), ISBN 3-596-27516-4
- (mit Gisela Meussling) Alte Hexenlieder. Lieder-Zyklus. Neu vertont für Frauenstimme oder -stimmen, Frauenchor oder -chorgruppen, Solo-Instrument oder -Instrumente oder Instrumentalgruppen. Mit 22 Grafiken von Petra Kaster. edition die maus, Bonn 1982, ISBN 3-922-12902-X
- Die Stille würde mich töten. Warum die Musik weiblich ist. Gisela Meussling Verlag, Bonn 1987, ISBN 3-922-12915-9
- Musik im Leben älterer Menschen. Singen und Musizieren. Spielanleitungen, Klangerlebnisse. Dümmler, Bonn 1988, diverse Auflagen bis 1998 (Lehr- und Arbeitsbücher Altenpflege), ISBN 3-427-58581-6
- Fraueneigenes Musikerleben als Weg in die Heilung. In: Diana Voigt, Hilde Jawad (Hrsg.): Von Frau zu Frau. Feministische Ansätze in Theorie und Praxis psychotherapeutischer Schulen. Wien 1991 (Reihe Frauenforschung Bd. 17), S. 87 ff., ISBN 3-900399-56-5
- Die Traumwiese. Ein anderer Weg in die Klavierimprovisation. Veränderbare Klavierstücke, die musikalische und andere Alpträume vergessen lassen. Heft 1, Live-Musik Verlag, München 1993

### Tonträger
- (mit Ulrike Dumrese, Christel Fischer, Gisela Meussling und Caroline Muhr) Die Bonner Blaustrümpfe singen Protest- und Spottlieder. (LP) Bonn 1977
- Unterwegs zu den Hexenklängen. Piano-Improvisationen. Der Flug der Kraniche (MC 1); Die Traumtänzerin (MC 2); Liebeszauber für Maria (MC 3). Musikkassetten, Live-Musik Verlag, München 1991
- (mit Eva-Maria Bauer und Monika Fibinger): Magische Höhlengesänge am Lichtenstein. Freie Stimm-Improvisationen. Musikkassette (MC 4), Live-Musik Verlag, München 1992
- (mit Eva-Maria Bauer und Barbara Latz): Sonnenwinde. Musikkassette (MC 5), Live-Musik Verlag, München 1992
- Zwischen den Meeren. Piano-Improvisationen. Live im Konzert. Musikkassette / CD (MC/CD 8), Live-Musik Verlag, München 1993